# Charaka Samhita
 (novembre 2024).
La Charaka Samhita (IAST : Caraka-saṃhitā, Dev. :चरक संहिता) est un traité médical datant de l’antiquité védique attribué à Charaka. Considéré comme un des textes fondateurs de l’Āyurveda, ce traité fut plus tard commenté par Cakrapāṇidatta au XIe siècle. Il s'agirait du plus ancien des trois traités antiques de l'Ayurveda, et avec le Suśruta Saṃhitā, il est maintenant  comme une importante source d'information concernant les premières connaissances médicales de l'Histoire et leur mise en pratique, indépendamment des sources issues de la Grèce antique.
Ce texte est une saṃhitā, c’est-à-dire une « collection qui forme un ensemble ». Orient Longman  (ISBN 81-250-2505-7)

## Origines
Bien que sa datation soit incertaine, il s’agit d’un texte sanskrit datant vraisemblablement des débuts de l'ère chrétienne. Le terme de Charaka désigne à la fois son auteur ainsi qu'un sage errant ou un médecin ambulant de l'Inde antique, tandis que Saṃhitā signifie compilation ou recueil. La source originelle est identifiée comme étant le Tantra Agniveśa sur la base des enseignements de Punarvasu ; Charaka serait l'auteur de cet ouvrage, qui aurait été développé au Ve siècle par Dridhabala.

## La forme du texte
Le texte est principalement rédigé en vers (śloka) de 32 syllabes. Cette versification est courante, et c'est elle que l'on trouve également dans  certains textes traditionnels comme le Mahābhārata et le Rāmāyaṇa.
Le cadre du texte est une sorte de colloque de sages (rishi) sur un flanc de l’Himalaya.

### Insertion dans une lignée
Tous les textes en sanskrit qui font autorité sont insérés dans une tradition plus ou moins objective mais dont le rappel introduit le corps de chaque ouvrage. Du dieu jusqu’à l’humain qui a transcrit le texte, toute la lignée est traditionnellement déclinée en avant-propos. Il s’agit du maṅgala ou  « paragraphe de bon augure » jugé indispensable pour que l’œuvre puisse être menée à son terme sans obstacle et pour qu’elle soit dite complète. Le maṅgala contient le nom de l’auteur, le sujet de l’ouvrage (vishaya), la motivation de l’ouvrage (prayojana), la méthode d’exposition (samgati) et le public ciblé (adhikarin).
Dans le cas de la Charaka Samhita, la lignée commence avec Brahmā, le créateur et se termine par l’auteur. Ce dernier ne se considérant pas véritablement comme « auteur » mais comme « rapporteur » d’une connaissance qui existe depuis toujours. Même les grands philosophes, comme Shankara, ne se présentaient jamais comme des novateurs, mais comme des commentateurs d’une connaissance éternelle.

## Contenu
À l’origine de l’Ayurveda, la science médicale holistique datant de la civilisation védique, on trouve l’Atharva-Véda, texte plus ancien, dans lequel sont réunis des hymnes curatifs. À l'origine, les principes de guérison exposés dans l'Atharva-Véda reposaient essentiellement sur le son ou la parole. La médecine était alors « vocale », c’était par le son que l’on soignait. Les hymnes étaient des moyens de guérison et leur simple récitation avait, selon le texte, le pouvoir de soigner toute chose. Les médicaments tels qu'on les connaît aujourd’hui n'étaient pas encore développés.
La Charaka Samhita offre, quant à elle, un second type de médecine, plus tardive et plus proche de ce que nous entendons par ce terme aujourd’hui (même si cette médecine était associée à la quête du bonheur et de la délivrance spirituelle, ce qui est absent de la médecine moderne occidentale).
Le texte comprend huit sections, avec un total de 120 chapitres, en commençant par Sutrasthan qui traite des principes fondamentaux de la pratique ayurvédique. Les avancées scientifiques originales portées au crédit de la Charaka Samhita sont:
- Une approche rationnelle de la cause et du traitement des maladies
- L’introduction de méthodes objectives d’examen clinique

« L'observation directe est la caractéristique la plus remarquable de l’Ayurveda, même si parfois elle est mélangée à des considérations métaphysiques. La Samhitā souligne que parmi tous les types d'éléments de preuve qu’on peut recueillir, les plus fiables sont ceux qui sont directement observés par les yeux. Dans la médecine ayurvédique le traitement dépend de quatre facteurs: du médecin, des substances utilisées (médicaments ou diététique), du personnel infirmier et du patient. Les qualités du médecin sont les suivantes : bonne maîtrise des données théoriques de la science, une grande expérience, des compétences pratiques et le respect de la propreté. Les qualités des médicaments ou substances utilisées sont: l’abondance, la facilité de mise en œuvre, la multiplicité des usages et la puissance de leur action. Les qualités du personnel infirmiers sont: une bonne connaissance des techniques de soins infirmiers, la compétence, le dévouement envers le patient et la propreté, tandis que les qualités essentielles des patients sont les suivantes : une bonne mémoire, le respect des prescriptions des médecins, le courage et la capacité à bien décrire les symptômes ressentis. »

— Chattopadhyaya D., Studies in the History of Science in India.

## Soins infirmiers
La Charaka Samhita indique que « les infirmiers devraient avoir une bonne conduite, être d’une pureté remarquable, dotés d'un haut degré d’intelligence et de compétence, habités par la bonté, qualifiés dans tous les soins qu’un patient peut exiger, savoir cuire les aliments, donner le bain et laver le patient, frictionner et masser ses membres, le lever du lit et l'aider à marcher, savoir faire les lits et les nettoyer, préparer le patient, être habile à deviner les attentes du malade et ne jamais refuser de faire quoi que ce soit qui lui soit ordonné. »

## Les principes de l’Ayurvéda
Quelques axes principaux évoqués par la Charaka Samhita et que l’on retrouve fréquemment dans l’Ayurvéda tel qu’il est compris aujourd’hui :
- La vie vécue normalement est un état de bonheur
- L’hygiène de vie permet de restaurer l’harmonie de l’homme avec son environnement
- L’alimentation, la digestion et l’assimilation sont des questions essentielles pour la santé
- Les médicaments sont de nature végétale (341 recensés dans l’ouvrage), animale (177 recensés) ou minérale (64 recensés)
- La parole comme méthode de soin, présente dans l’Atharva-Véda, est associée à ces médicaments (Rasayana).
- La médecine est tout autant préventive que curative
- La maladie est considérée comme la conséquence d'erreurs diététiques et comportementales, d’une mauvaise compréhension des lois de l’univers ainsi que d’une mauvaise harmonie entre le corps et l’esprit.

Le yoga tel qu’on le connaît en Occident, c’est-à-dire le yoga des postures, était également mentionné comme faisant partie de la panoplie des remèdes.
Le diagnostic médical par la prise du pouls (nadipariksha) est un autre élément important de la médecine (bien que plus tardif) décrit dans la Charaka Samhita. On y mesure l’équilibre ou le déséquilibre des trois doshas (vata, pitta et kapha), parfois traduits par « humeurs », qui sont associés aux trois divinités de la Trimūrti : Shiva, Vishnu et Brahma respectivement.

### L’homme, l’univers et le Soi
L'utilisation du mot Veda, qui signifie Connaissance, indique l'importance de l'Ayurveda en Inde. Ce dernier propose un bien-être durable dans la vie, tant individuelle que familiale et sociale. Elle replace l'homme dans sa dimension à la fois physique et spirituelle.
Selon la Charaka Samhita et la philosophie védique en général, l'homme est comme l’univers, il est structuré comme lui et constitué des mêmes éléments (« Je suis fait de l’univers et l’univers est fait de moi »). On parle par exemple du feu en l’homme, comme on le fait aujourd’hui, par l’inflammation, la fièvre brûlante, ou le feu digestif. Mais de manière plus fondamentale encore, le corps est considéré comme un ensemble d’éléments matériels périssables qui constituent un vêtement provisoire pour l’ātman (le Soi) qui, lui, est éternel.

#### Traductions
- Michel Angot (trad. du sanskrit), Caraka-Samhita : Traité d'Ayurveda, vol. 1 : Le Livre des Principes (Sutrasthana) & Le Livre du corps (Sarirasthana), Paris, Les Belles Lettres, 2011, 768 p. (ISBN 978-2-251-72052-4)
- Caraka Samhita. Traité fondamental de la médecine ayurvédique  (trad. Jean Papin) (Tome 1, Les principes ; Tome 2, Les thérapeutiques ; Tome 3, Formules pharmaceutiques et protocoles de soin), Paris, Almora, 2006; 2011; 2011
- (en) Kaviratna, A.C. and P. Sharma, trad., The Caraka Samhita 5 Vols., Delhi, Sri Satguru Publications, Indian Medical Science Series, 2007, 1522 p.  (ISBN 8-170-30471-7)

#### Études
- (en) I.A. Menon, H.F. Haberman, « Dermatological writings of ancient India », Medical History, vol. 13, no 4,‎ 1969, p. 387–392 (lire en ligne)
- (en) M.S. Valiathan, The Legacy of Caraka, Hyderabad, Orient Longman, 2003, xxxvi + 634 p. (ISBN 8-125-02505-7, présentation en ligne)